# Heinz Starke
Pour les articles homonymes, voir Starke (homonymie).
Heinz Starke, né le 27 février 1911 à Schweidnitz et décédé le 31 janvier 2001 à Bonn, est un homme politique allemand, membre du Parti libéral-démocrate (FDP) puis de l'Union chrétienne-sociale en Bavière (CSU).
Il est ministre fédéral des Finances d'Allemagne de l'Ouest de 1961 à 1962, étant le premier libéral à occuper ce poste.

## Biographie
En 1931, il obtient son Abitur et s'engage alors dans des études supérieures de droit à l'Université d'Iéna. Il passe avec succès son premier diplôme juridique d'État en 1935, obtient un doctorat dans le même temps, et décroche son second diplôme en 1940. Il est aussitôt enrôlé dans la Wehrmacht, où il sert comme soldat jusqu'à la fin de la Seconde Guerre mondiale, en 1945.
Après le conflit, il travaille dans l'administration économique de la zone d'occupation britannique pendant trois ans à partir de 1946, ainsi que dans les administrations similaires de Francfort-sur-le-Main, Minden et Bonn. En 1948, il devient secrétaire politique pour les questions économiques auprès de Ludwig Erhard pendant un an.
Il est également directeur général de la chambre de commerce et d'industrie du district de Haute-Bavière, dont le siège est à Bayreuth, entre 1950 et 1961.

## Parcours politique

### Comme militant
Il adhère au Parti libéral-démocrate (FDP) en 1953, et est élu membre du comité directeur fédéral en 1962. Deux ans plus tard, il entre au comité directeur de Bavière.
Opposé à l'ostpolitik de Willy Brandt et Walter Scheel, alors président du FDP, il quitte le parti en 1970 et adhère à l'Union chrétienne-sociale en Bavière (CSU).

### Au sein des institutions
En 1953, il est élu député fédéral de Bavière au Bundestag, et devient membre de la délégation ouest-allemande au Parlement européen en 1958. Heinz Starke est nommé ministre fédéral des Finances dans la coalition noire-jaune de Konrad Adenauer le 14 novembre 1961, mais démissionne le 19 novembre 1962 pour protester contre l'attitude de Franz Josef Strauß dans l'affaire du Spiegel. Il ne fait pas partie du cabinet Adenauer V, formé un mois plus tard et comprenant de nouveau la CDU/CSU et le FDP.
De retour au Bundestag, il réintègre la délégation parlementaire européenne en 1963 pour sept ans. Le 9 octobre 1970, il passe du groupe FDP au Bundestag à celui de la CDU/CSU. Il quitte l'assemblée après les élections de 1980 et se retire de la vie politique.